# سهم الماء جار النهر
سهمية جار النهر (الاسم العلمي:Sagittaria potamogetifolia) هي نوع من النباتات تتبع جنس السهمية من الفصيلة المزمارية.